# Xã Buchanan, Quận Stutsman, Bắc Dakota
Xã Buchanan (tiếng Anh: Buchanan Township) là một xã thuộc quận Stutsman, tiểu bang Bắc Dakota, Hoa Kỳ. Năm 2010, dân số của xã này là 99 người.